# Ŭ

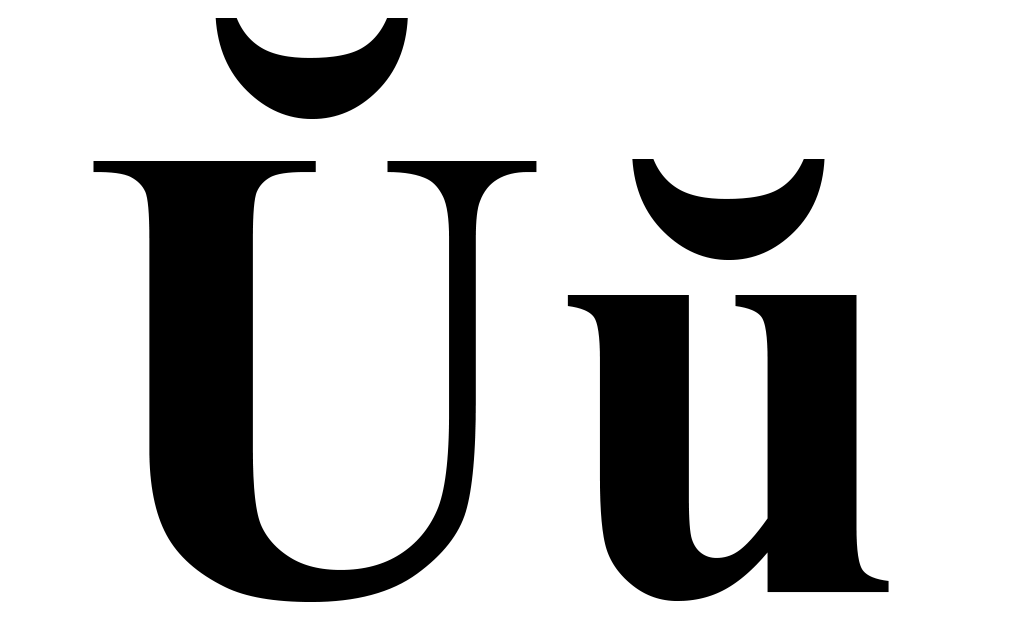
Bŏh Hră Ŭ

Ŭ (hay: ŭ), được gọi là U With Breve có dấu trăng trên đầu chữ U, là một chữ cái Latinh được sử dụng trong văn bản của người Êđê.
- u-caron Ǔ ǔ (caron) với Ŭ ŭ (breve) đều được dùng trong ngôn ngữ Êđê. Nhưng nó lại phân biệt trong âm thứ ba của bính âm tiếng Trung Quốc.

## Biểu diễn Trên Máy Tính
| Ký Tự               | Ŭ                                           | Ŭ                                           | ŭ                                              | ŭ                                              |
| ------------------- | ------------------------------------------- | ------------------------------------------- | ---------------------------------------------- | ---------------------------------------------- |
| Tên Unicode         | latin chữ U viết hoa với dấu trăng trên đầu | latin chữ U viết hoa với dấu trăng trên đầu | latin chữ u viết thường với dấu trăng trên đầu | latin chữ u viết thường với dấu trăng trên đầu |
| Mã Hóa              | Thập Phân                                   | hex                                         | Thập Phân                                      | hex                                            |
| Unicode             | 364                                         | U+016C                                      | 365                                            | U+016D                                         |
| UTF-8               | 197 172                                     | C5 AC                                       | 197 173                                        | C5 AD                                          |
| Tham chiếu ký tự số | &#364;                                      | &#x16C;                                     | &#365;                                         | &#x16D;                                        |
| ISO 8859-3          | 221                                         | DD                                          | 253                                            | FD                                             |